# Sentier de grande randonnée de pays Massif de Tournette-Aravis
 (avril 2021).
Si vous disposez d'ouvrages ou d'articles de référence ou si vous connaissez des sites web de qualité traitant du thème abordé ici, merci de compléter l'article en donnant les références utiles à sa vérifiabilité et en les liant à la section « Notes et références ».
Le sentier de grande randonnée de pays Massif de Tournette-Aravis ou GRP Massif de Tournette-Aravis est un itinéraire de randonnée de pays situé en France, dans les Alpes, dans les massifs des Bornes et des Aravis.

## Tracé
Son tracé est commun à d'autres itinéraires de randonnée, notamment le GR 96 pour la partie dans le massif des Bornes.
Formant une boucle, son tracé passe, en débutant à Entremont au nord et en tournant dans le sens horaire, par le col de la Forclaz sous l'aiguille Verte qui le fait redescendre sous le col de la Colombière en contournant le lac de Lessy. Passé le Chinaillon, le sentier attaque une série de petits cols et sommets, Clef des Annes, col des Annes, tête des Annes, pointe des Delevrets, col de l'Oulettaz, qui le mènent en balcon au-dessus de la vallée du Bouchet, sous la pointe Percée. Se dirigeant vers le sud-ouest, il atteint le col des Confins, passe au-dessus de la Clusaz puis sous le col des Aravis avant de basculer dans la vallée de Manigod en passant le col de Merdassier. Une fois franchi le Fier, il remonte entre la montagne de Sulens et le mont Charvin et redescend entre Serraval et le col du Marais. La montée de la Tournette se fait sans atteindre le sommet, l'itinéraire restant à flanc de montagne pour redescendre sur Montremont au nord. Après une ascension des Grandes Lanches, il redescend sur le site de Morette, franchit de nouveau le Fier et monte au plateau des Glières qu'il quitte par la montagne des Auges, redescendant à Entremont en passant sous la pointe de la Québlette.